# Carl August Raabe

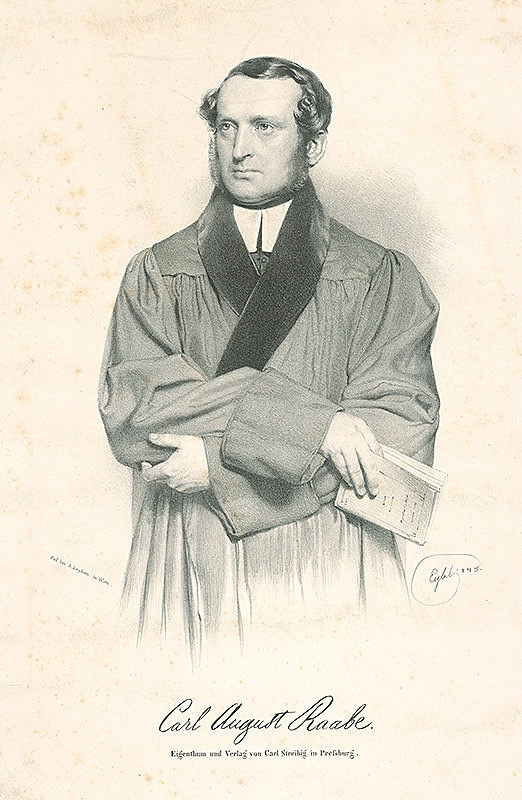
Carl August Raabe um das Jahr 1845. Lithographie von Franz Eybl

Karl August Raabe (* 2. Oktober 1804 in Preßburg, Königreich Ungarn; † 26. Juli 1878 in Gmunden, Oberösterreich) war ein evangelischer Theologe und erster Prediger der Deutschen Evangelischen Kirchengemeinde A.B. zu Preßburg.

## Leben
Karl August Raabe entstammte einer deutschen Familie und war der Sohn des Preßburger Hutmachers Daniel Raabe und dessen Ehefrau Magdalena geb. Kaßberger. Zwischen 1818 und 1823 besuchte er das Evangelische Lyzeum seiner Vaterstadt, nachdem er sich zuvor für ein Jahr in Raab aufhielt, um dort die ungarische Sprache zu erlernen. Seine theologischen Studien begann Raabe im Jahre 1823 an der Evangelischen Theologischen Akademie (ung. 'Soproni Evangélikus Teologiai Akadémia') in Ödenburg. Sein Theologiestudium setzte er ab 1825 in Wien fort, um sie im Schuljahr 1828/1829 an der Universität Jena abzuschließen. In Jena wurde er von so bedeutenden Theologen wie Baumgarten-Crusius, Johann Danz und Fries unterrichtet.
Nach seiner Rücktehr nach Ungarn wurde Raabe als 'Kaplan' ("Pfarrgehülfe") bei Pfarrer Matthäus Haubner in Raab eingeteilt. Am 20. Januar 1830 wurde er vom Superintendenten Kiss ordiniert. In demselben Jahre wurde er zum Pfarrer in Modern gewählt, von wo er 1833 einem Rufe nach Schlaining (im Komitat Eisenburg) folgte. Im Jahre 1843 kam Raabe an die deutsche Gemeinde nach Bösing und im Jahre 1843 als Pfarrer an die Deutsche Evangelische Kirchengemeinde A. B. nach Preßburg. Hier hielt er am 9. Juli 1843 seine Antrittspredigt. Zwischen den Jahren 1861 und 1865 versah er auch das Amt des Seniors der Gemeinde.
Raabe heiratete am 15. November 1831 Marie von Dörner, die Tochter eines Raaber Kaufmanns. Aus der Ehe gingen zwei Söhne und zwei Töchter hervor.

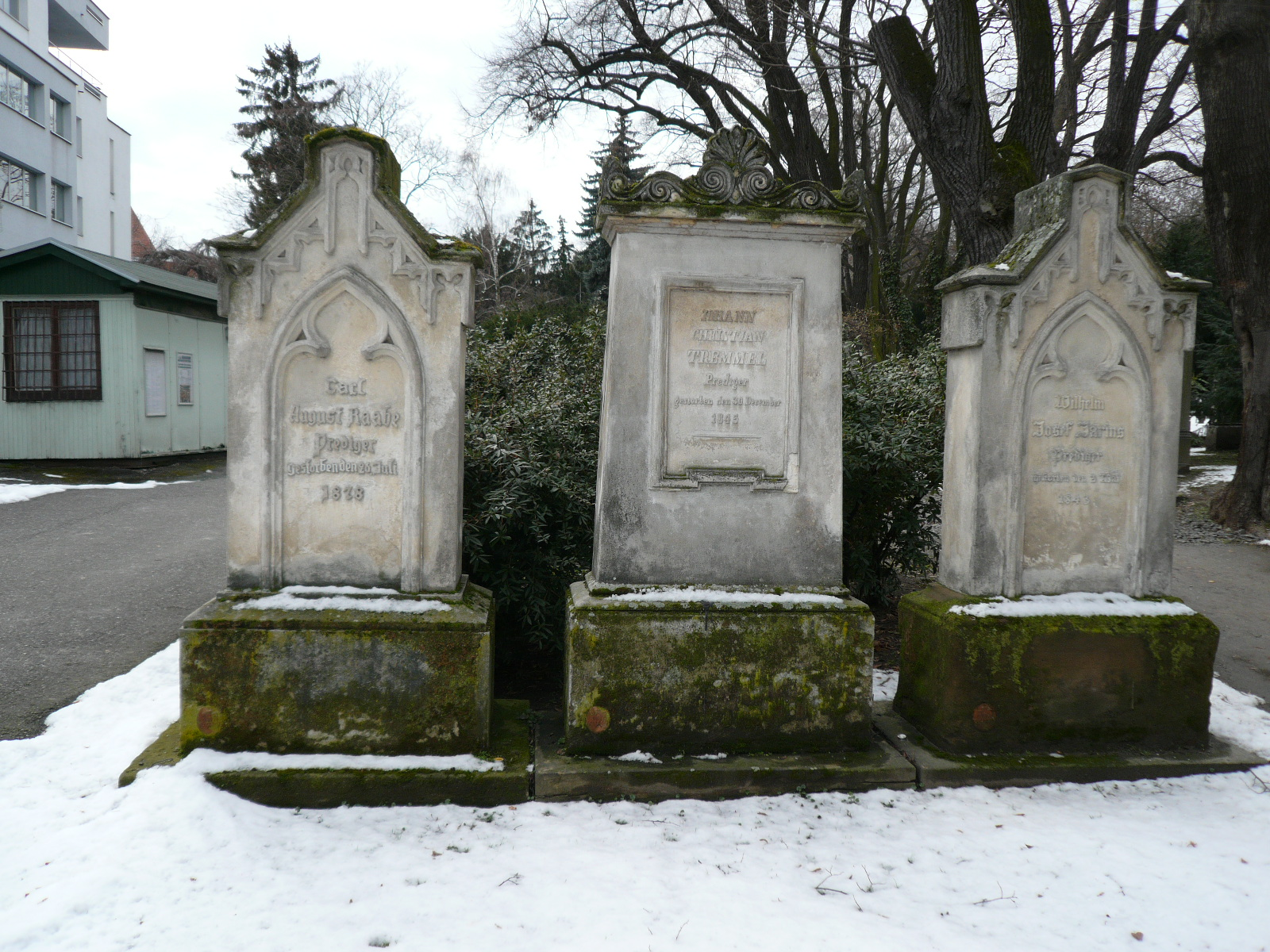
Grabsteine der deutschen evangelischen Geistlichkeit auf dem Gaistor-Friedhof zu Preßburg. Grabstein von Pfarrer Raabe ganz links.

Die späteren Jahre Raabes waren durch ein schweres Gehörleiden schwer beeinträchtigt. Raabe starb am 26. Juli 1878 in Gmunden in Ober-Österreich, wo er sich zu einer Erholungskur aufhielt. Seine sterblichen Überreste wurden nach Preßburg überführt und vor dem Altar der Großen Deutschen Evangelischen Kirche feierlich aufgebahrt. An den Beerdigungsfeierlichkeiten nahm die evangelische sowie katholische Geistlichkeit und die Prominenz der Stadt und des Komitates Preßburg teil. Der Nachruf und die Kirchengebete wurden von Bischof Ludwig Geduly gesprochen. Am 1. August 1878 erfolgte unter großer Anteilnahme der Bevölkerung die Beisetzung am Preßburger Gaistor-Friedhof. Das Gebet am offenen Grabe wurde von Pfarrer Dörner aus Bösing gesprochen. Auf ausdrücklichen Wunsch Raabes wurde er neben seinen Amtsbrüdern Wilhelm Josef Jarius († 1843) und Johann Christian Tremmel († 1845) beigesetzt.
Raabe war ein begabter Redner und hervorragender Prediger. Er war ein typischer Vertreter des im 19. Jahrhundert üblichen 'theologischen Rationalismus'.
Von seinen Predigten liegen einige in Druck vor, von diesen gelten als besonders bedeutend:
- Gedächtnis-Predigt für weil. Franz II. Kaiser von Österreich. Steinamanger 1835
- Predigt zur Einführung der neuen Gesangbuches. Preßburg 1845
- Gedächtnis-Predigt für den Palatin Erzh. Josef. Preßburg 1847
- Predigt am festlichen Gedächtnistage des 250-jährigen Bestehens der evang. Gemeinde in Preßburg. Preßburg 1856
- Predigt am Reformationsfeste. Preßburg 1862
- Predigt zum 100-jährigen Kirchweihfeste der deutschen Kirche in Preßburg. Preßburg 1876[6]